# Динамический параллакс
Динамический параллакс — метод определения параллакса и расстояния до визуально-двойной звезды, использующий сведения о массах компонентов двойной звезды, радиус орбиты и период обращения звёзд по орбите.
Для определения расстояния до визуально-двойной звезды необходимо измерить угловую величину большой полуоси орбиты звезд и видимую звёздную величину. Применяя третий закон Кеплера в обобщённом виде, согласно которому произведение полной массы двойной системы и квадрата орбитального периода пропорционально кубу большой полуоси  орбиты, и зависимость масса—светимость, можно определить расстояние до двойной звезды.
Данный метод позволяет итеративно оценить расстояние до двойной звезды. Сначала принимаются некоторые значения масс компонентов двойной системы, затем по третьему закону Кеплера при известном периоде обращения оценивается значение расстояния между компонентами. После измерения углового расстояния между звёздами получают значение расстояния от Солнца  до двойной звезды. По измеренным значениям видимой звёздной величины и полученному расстоянию вычисляют светимости звёзд, после чего на основе соотношения масса—светимость заново определяют массы звёзд. Полученные значения масс используются для повторного определения расстояния до двойной звезды, указанные выше шаги повторяются. После проведения большого числа итераций можно достигнуть точности определения расстояния, равной 5%.